# Drei-Länder-Meisterschaft 2022
Die 4. Drei-Länder-Meisterschaft fand am 3. Juli im Luxemburgischen Diekirch statt. Im Rahmen dieses Wettbewerbs wurden die U23-Meisterschaften im Straßenrennen von Deutschland, Luxemburg und der Schweiz gemeinsam ausgetragen.
Bei der Drei-Länder-Meisterschaft kürte jede Nation ihren eigenen Meister, ebenso wurde ein Gesamtsieger geehrt.
Die zu bewältigende Strecke war 149,1 Kilometer lang. Es gingen 129 Fahrer an den Start, von denen 33 das Rennen aufgaben.

## Ergebnisse

### Gesamtwertung

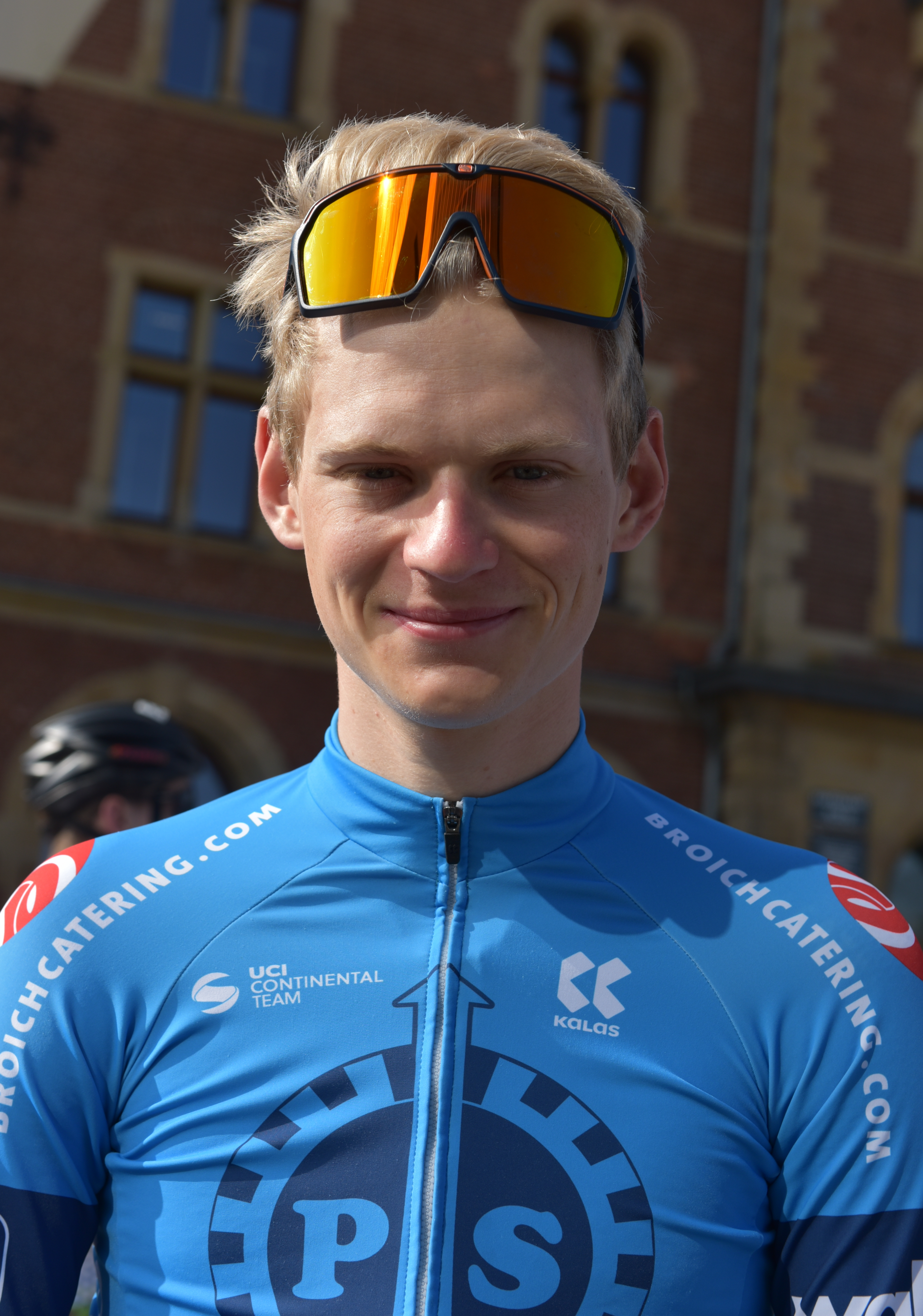
Der deutsche Rennfahrer Jannis Peter gewann die Gesamtwertung der Drei-Länder-Meisterschaft 2022

| Platz | Nation      | Athlet            | Zeit                  |
| 1     | Deutschland | Jannis Peter      | 3:29:07 h 42,780 km/h |
| 2     | Schweiz     | Nils Brun         | gl. Zeit              |
| 3     | Deutschland | Hannes Wilksch    | + 0:10 min            |
| 4     | Schweiz     | Arnaud Tendon     | + 0:12 min            |
| 5     | Schweiz     | Felix Stehli      | gl. Zeit              |
| 6     | Luxemburg   | Loïc Bettendorff  | gl. Zeit              |
| 7     | Luxemburg   | Arthur Kluckers   | gl. Zeit              |
| 8     | Deutschland | Pirmin Benz       | gl. Zeit              |
| 9     | Deutschland | Alexander Tarlton | gl. Zeit              |
| 10    | Schweiz     | Fabio Christen    | gl. Zeit              |

#### Deutschland
| Platz | Athlet              | Zeit                  |
| ----- | ------------------- | --------------------- |
| 1     | Jannis Peter        | 3:29:07 h 42,780 km/h |
| 2     | Hannes Wilksch      | + 0:10 min            |
| 3     | Pirmin Benz         | + 0:12 min            |
| 4     | Alexander Tarlton   | gl. Zeit              |
| 5     | Maurice Ballerstedt | gl. Zeit              |
| 6     | Moritz Kretschy     | + 0:41 min            |
| 7     | Georg Steinhauser   | gl. Zeit              |
| 8     | Giovanni Schmieder  | + 0:44 min            |
| 9     | Tobias Buck-Gramcko | + 1:27 min            |
| 10    | Tim Torn Teutenberg | + 1:28 min            |

#### Schweiz
| Platz | Athlet         | Zeit                  |
| ----- | -------------- | --------------------- |
| 1     | Nils Brun      | 3:29:07 h 42,780 km/h |
| 2     | Arnaud Tendon  | + 0:12 min            |
| 3     | Felix Stehli   | gl. Zeit              |
| 4     | Fabio Christen | gl. Zeit              |
| 5     | Jakob Klahre   | gl. Zeit              |
| 6     | Elia Blum      | + 0:43 min            |
| 7     | Fabian Weiss   | + 1:29 min            |
| 8     | Jan Sommer     | gl. Zeit              |
| 9     | Lorain Julmy   | gl. Zeit              |
| 10    | Luca Jenni     | gl. Zeit              |

#### Luxemburg
| Platz | Athlet                 | Zeit                  |
| ----- | ---------------------- | --------------------- |
| 1     | Loïc Bettendorff       | 3:29:19 h 42,739 km/h |
| 2     | Arthur Kluckers        | gl. Zeit              |
| 3     | Mats Wenzel            | + 0:05 min            |
| 4     | Cédric Pries           | + 0:29 min            |
| 5     | Rafael Pereira Marques | + 1:18 min            |
| 6     | Noé Ury                | + 1:20 min            |
| 7     | Arno Wallenborn        | gl. Zeit              |
| 8     | Tim Karier             | gl. Zeit              |
| 9     | Tom Paquet             | + 4:36 min            |
| 10    | Charel Meyers          | gl. Zeit              |

Unna 2018 |
Gippingen 2019 |
ausgefallen 2020 |
Sachsenring 2021 |
Diekirch 2022 |
Märwil 2023 |
Bruchsal 2024 |
Ybbstaler Alpen  2025